# كهريزان (أختاتشي محالي)
كهريزان (بالفارسية: کهریزان) هي قرية تقع في إيران في أذربيجان الغربية.